# Шипохвостые
Шипохвостые (лат. Anomaluridae) — семейство древесных грызунов. Другое распространённое название этого семейства — чешуехвостые. У всех его представителей нижняя поверхность хвоста у основания примерно на треть лишена меха и покрыта крупными твёрдыми чешуйками, которые налегают друг на друга подобно черепице. Концы чешуек имеют заострённые вершины. С помощью этих шипов зверьки укрепляются на гладких отвесных стволах деревьев, чтобы не соскальзывать вниз. Внешне шипохвостые напоминают большеухих белок или летяг; подобно летягам у них имеется летательная перепонка. Размеры тела у шипохвостых варьируют от 7 до 60 см, масса — от 5 г до 2 кг. Столь же разнообразна их окраска. Наряду с невзрачными серыми и буроватыми зверьками имеются шипохвосты с яркими оранжевыми и жёлтыми окрасками. Зубов у них 20.
Обитают шипохвостые в лесах Центральной Африки, включая как дождевые, так и сезонно-сухие листопадные леса. Они заселяют также отдельные участки редколесий в саваннах и галерейные леса, на юге доходя до озера Ньяса. Подобно белкам-летягам, шипохвостые (кроме шипохвостой белки) умеют совершать планирующие прыжки между деревьями. Питаются они разнообразной растительной пищей, предпочитая главным образом цветы и бутоны. Ведут ночной образ жизни и поэтому на глаза попадаются нечасто. Обычно встречаются парами, но могут и образовывать колонии из десятков особей.
Шипохвостые известны в Африке с раннего миоцена. Они представляют собой один из примеров независимой эволюции планирующих млекопитающих, наряду с белками-летягами Евразии и Северной Америки, сумчатыми летягами Австралии и шерстокрылами Южной Азии.

## Классификация
База данных Американского общества маммологов (ASM Mammal Diversity Database) признаёт 6 видов шипохвостых, распределённых по двум родам:
- Род Anomalurus — Шипохвостые летяги
  - Anomalurus beecrofti — Серебристый шипохвост
  - Anomalurus derbianus — Шипохвост Дерби
  - Anomalurus pelii — Гигантский шипохвост, или шипохвост Пела[3]
  - Anomalurus pusillus — Карликовый шипохвост
- Род Idiurus — Малые шипохвосты
  - Idiurus macrotis — Длинноухий шипохвост
  - Idiurus zenkeri — Малый шипохвост, или шипохвост Ценкера[3]

Ранее к семейству относили также шипохвостую белку, или беличьего шипохвоста (Zenkerella insignis). В молекулярно-генетическом исследовании 2016 года было установлено, что предки шипохвостой белки и настоящих шипохвостых разошлись около 49 млн лет назад, что дало основания выделить этот вид в монотипическое семейство Zenkerellidae.

### Вымершие роды
Также известны несколько ископаемых родов Anomaluridae:
- †Argouburus
- †Kabirmys[5]
- †Oromys
- †Paranomalurus
- †Pondaungimys
- †Prozenkerella
- †Shazurus